# 赤い山羊、黒い山羊
『赤い山羊、黒い山羊』（あかいやぎくろいやぎ、Red Goat Black Goat）は、アメリカの作家ナディア・ブキンによる短編ホラー小説。
幻想文学専門出版社インスマス・フリー・プレスの電子雑誌『Innsmouth Free Press』2010年7月号で発表され、『The Said Destroy』に収録された。その後、2014年にアンソロジー『ラヴクラフトの怪物たち』に収録され、2019年に単行本が邦訳された。同単行本が、ブキンの作品の本邦初紹介となった。
作者はインドネシア生まれで、アメリカで国際情勢の学位を取得して活動している。本業の専門知識を活かした創作も行っているが、怪物を登場させることはあまりなく、作家的には異色作である。

## 概要
収録単行本『ラヴクラフトの怪物たち』にて、怪物「シュブ・ニグラート」を担う。作中にはシュブ・ニグラートの名前への言及がなく、それどころかラヴクラフトの用語が一切出てこない。翻訳者は、怪物「山羊乳母」について、オリジナル要素が大きいと述べ、「山羊というと、クトゥルー神話では《シュブ＝ニグラート》という神を想像しますが、なんだかそうでもないようなところもあって（詳しくはネタバレになるので伏せます）。こうした、何となく別の世界と繋がっているのかもしれない、という余韻が魅力です」と解説している。
東雅夫は単行本解説にて「アジアン・ゴシックとでもいうべき舞台設定のもと、シュブ＝ニグラスの妖しき跳梁を活写して、鮮烈な印象を残す」と解説し、続けてダトロウがアンソロジーを編むにあたって掲げた選抜三原則を「最も満たした秀作といえる」と評している。
朝宮運河は単行本を「2014年に原著が刊行された本書は、今日の〈クトゥルー神話〉の動向を伝える貴重な一冊」と評し、続けて本作品を「「山羊乳母がほんとうのママなんだもん！　山羊乳母はみんなのお母さんなんだもん！」と叫ぶプトリの姿があまりに痛々しい同作は、ホラーの古典的名作『ねじの回転』を換骨奪胎しながら、魔に魅入られたグナワン家の怪異を荒涼としたムードとともに描ききった。インドネシアの土着信仰を巧みに取り入れた、一読忘れがたいアジアン・クトゥルー怪異譚である。」と紹介している。

## あらすじ
インドネシアの西ジャワ州。クリシュことイーナ・クリシュニアティは、裕福なグナワン家でシッターとして雇われる。屋敷の周辺には、家畜山羊と野生の野良山羊がいたが、夫人はクリシュに山羊に触れないように厳命する。
グナワン家の二子、姉のプトリと弟のアグスは＜山羊乳母＞というものに庇護されてきたということを、クリシュは耳にする。クリシュには聞いただけでは山羊乳母がどのようなものなのか理解できず、昔の使用人だろうかと解釈する。だがクリシュは、暗がりで「山羊の脚をした幽霊」を幻視し、両足の感覚を失い転倒する。姉弟の話からあれが山羊乳母であることが判明する。さらに夫人の話から、山羊乳母が子どもたちの世話をしなくなったことでクリシュが呼ばれたことが明らかとなり、魔物ではないため導師に追い払ってもらうことができないことも明かされた。
ある日、グナワン家に雇われた山羊飼いのトノが夫人の財布から金を盗んで捕まる。夫人から野生の山羊の毛を握らされたトノは、絶望して泣きながらグナワン家を去る。地震と台風が起こるが、それは姿を見せない山羊乳母の攻撃であった。近隣では、木の枝に刺さったり、倒壊した家の下敷きになったりと、死者が21人にも達する被害が出る。その後、トノは生首となって発見される。子供たちも怯えて不安になる。
夫人の舅にあたる老グナワンは、夫人に山羊乳母を追い出したのかと問い詰める。夫人は、山羊乳母は家を守ったりなどせず、それどころかアグスにケガをさせただろうと反論する。やがて山羊乳母が屋敷に帰ってきて、夫人は寝込んでしまう。
プトリは、自分は山羊乳母に守ってもらっていると信じ切っており、クリシュの説得にも応じない。やがて、夫人が山羊の毛で喉を詰まらせ死ぬが、それでもプトリは母を否定して山羊乳母が本当の母と主張する。しかしプトリは飼い山羊たちが虐殺されていた光景を見て言葉を失う。クリシュは姉弟を連れて屋敷を離れようとするが、突然両足の感覚を失い、地面に倒れ込む。山羊乳母が巨大化し、プトリはクリシュに助けを求めるが山羊乳母に丸呑みにされる。
山羊乳母は、アグスを見捨てて去る。やがて眷属たる野生の山羊たちが集まってきて、家畜山羊たちの残骸を食い、動かないクリシュの両足を齧った後、森へと去っていった。ただ一人残されたアグスは、折れた腕を抱えてうずくまる。

## 主な登場人物
- イーナ・クリシュニアティ - 主人公。愛称はクリシュ。グナワン家に雇われた子守。弟妹が4人いる家庭で育った。
- グナワン夫人 - 着飾った女性。イスラム教徒。グナワン家に嫁入りした。
- グナワン - 未登場。出張で留守にしている。実際は山羊乳母に刃向かって死んだらしい。幼い頃に弟を山羊乳母に攫われたという。
- プトリ - 姉。母親似。山羊乳母を信奉する。
- アグス - 弟。落馬でケガをしたばかり。
- 老グナワン - 夫人の義父。
- トノ - グナワン家に雇われている山羊飼い。
- 「山羊乳母」（ゴート・ナース） - 穀物を実らせ、飼い山羊を太らせる。
- 野生の山羊 - 1962年の4月に山羊乳母に遣わされてやって来た。山羊乳母の使い魔たち。
- 飼い山羊 - 肉付きよくおとなしい。

## 収録
- 新紀元社『ラヴクラフトの怪物たち 上』植草昌実訳